# Lartetotherium
Lartetotherium — вимерлий вид носорогів, який мешкав у міоцені в Європі.
Вид Lartetotherium sansaniense був унікальним пристосованим для бігу носорогом із виразно довгим рогом. Його зуби були брахіодонтами, що вказує на те, що його раціон містив велику кількість м’яких рослин і меншу частку деревного матеріалу.